# Notocoryne
Notocoryne is een monotypisch mosdiertjesgeslacht uit de familie van de Chaperiidae en de orde Cheilostomatida. De wetenschappelijke naam ervan is in 1979 voor het eerst geldig gepubliceerd door Hayward & Cook.

## Soort
- Notocoryne cervicornis Hayward & Cook, 1979